# Marja Korhonen

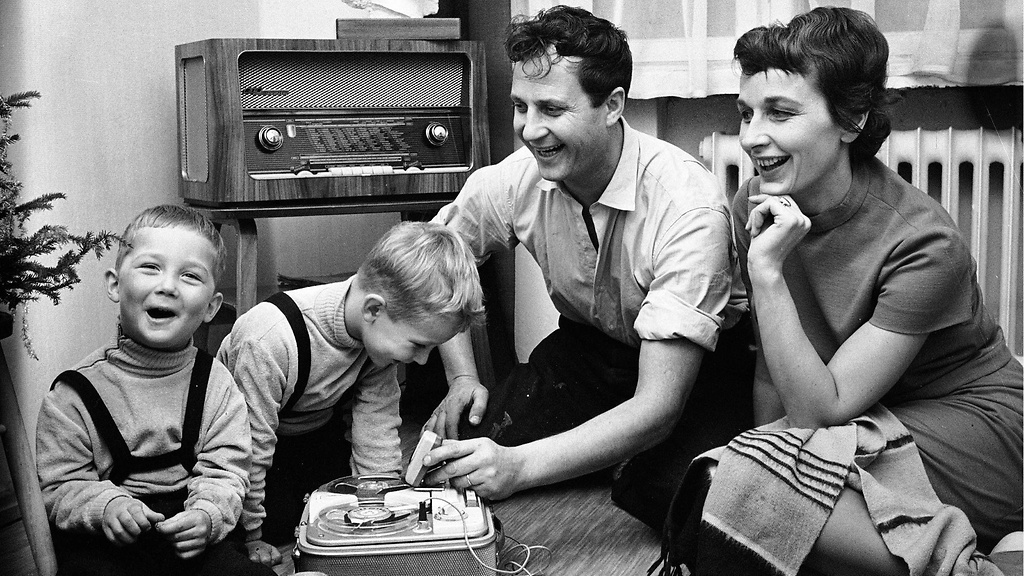
Marja Korhonen y Helge Herala en 1958

Marja Korhonen (16 de febrero de 1924 – 18 de junio de 2014) fue una actriz teatral, cinematográfica y televisiva finlandesa.

## Biografía

### Inicios
Su nombre completo era Marja Kyllikki Korhonen, y nació en Helsinki, Finlandia, siendo sus padres los actores Jaakko Korhonen y Heidi Blåfield, los cuales se divorciaron en 1929. Su madre murió por causas cardíacas en 1931, y su padre por un sarcoma de rodilla en 1935. Marja y su hermana, Heidi Elina Korhonen, un par de años menor, quedaron huérfanas. Marja y Heidi hubieron de vivir en hoteles de los abuelos maternos en Mänttä. Allí las niñas actuaban en el teatro con frecuencia, y Marja terminó sus estudios de secundaria en 1939.
Después estudió en un colegio femenino de Porvoo y se graduó en 1943. Durante la Segunda Guerra Mundial perteneció a la organización Lotta Svärd a la vez que se formaba en la Academia de Teatro de la Universidad de las Artes de Helsinki entre 1943 y 1945. 

### Carrera
Finalizada su formación como actriz, Marja Korhonen trabajó en el Teatro de Pori y en el Kaupunginteatteri de Turku entre 1947 y 1955, ciudad en la que conoció a su futuro esposo, Helge Herala. La pareja se mudó a Helsinki en 1955 y actuaron en el Helsingin Kansanteatteri-Työväenteatteri desde 1955 a 1959 y nuevamente entre 1961 y 1963. Una de las obras que representó allí fue Niskavuori en 1957. Sin embargo, el matrimonio pasó al Teatro Nacional de Finlandia en 1963. Finalmente, tras diecisiete años en el Teatro Nacional, Korhonen en 1980 se hizo actriz independiente.
Korhonen enseñó improvisación en la escuela teatral a partir de 1965, institución con la que mantuvo relación hasta 1998. Además, fundó una escuela propia de improvisación, a la cual llamó Ämmä K.
Además de su actividad teatral, Korhonen fue también actriz cinematográfica y televisiva. En 1951 actuó en dos películas con personajes relevantes: Rovaniemen markkinoilla y Sadan miekan mies. Además de llevar a cabo numerosos papeles de reparto a lo largo de cuatro décadas, fue también conocida por su trabajo en la serie televisiva Ilkamat. Actuó también para las emisiones de radioteatro, siendo recordado su papel en Noita Nokinenä.

### Vida privada
Korhonen se casó con el actor Helge Herala. Tuvieron tres hijos: Jarkko, Turo y Heidi Herala. Su hijo mayor, Jarkko, falleció en 1974 en un accidente de circulación. Su nieta, Niina Backman, es modelo y presentadora.
Tras verse afectada por la enfermedad de Alzheimer, Korhonen se mudó a una residencia de ancianos, Riistavuoren vanhustenkeskus, junto a su marido, que sufrió la amputación de sus piernas a causa de la diabetes. Helge Herala falleció en el año 2010 y Marja Korhonen en Helsinki en 2014.

## Filmografía (selección)
- 1948 : Ruusu ja kulkuri
- 1950 : Rakkaus on nopeampi Piiroisen pässiäkin
- 1951 : Sadan miekan mies
- 1951 : Rovaniemen markkinoilla
- 1956 : Pikku Ilona ja hänen karitsansa
- 1958 : Murheenkryynin poika
- 1958 : Autuas eversti
- 1959 : Vatsa sisään, rinta ulos!
- 1959 : Lasisydän
- 1960 : Oho, sanoi Eemeli
- 1960 : Isaskar Keturin ihmeelliset seikkailut
- 1961 : Olin nahjuksen vaimo
- 1961 : Kultainen vasikka
- 1961 : Kertokaa se hänelle...
- 1962 : Tie pimeään
- 1963 : Turkasen tenava!
- 1963 : Jengi
- 1965 : Vapaa iltapäivä
- 1965 : Totuuden kosto
- 1967 : Työmiehen päiväkirja
- 1968 : Veren häät
- 1968 : Vain neljä kertaa
- 1968 : Mustaa valkoisella
- 1969 : Leikkikalugangsteri
- 1969 : Elävä ruumis
- 1970 : Ilkamat (serie TV)
- 1971 : Niilon oppivuodet
- 1971 : Kahdeksas veljes
- 1977 : Häpy Endkö? Eli kuinka Uuno Turhapuro sai niin kauniin ja rikkaan vaimon
- 1977 : Aika hyvä ihmiseksi
- 1982 : Hämähäkki
- 1986 : Uuno Turhapuro muuttaa maalle
- 1986 : Pikkupojat
- 1987-1988 : Kissa vieköön (serie TV)
- 1992 : Uuno Turhapuro – Suomen tasavallan herra presidentti
- 1999 : Kulkuri ja joutsen